# Aesma
În mitologia persană, Aesma Daeva este zeul furiei, al răzbunării, și aparține grupului de demoni Daevas. Este o personificare a violenței, un iubitor al conflictului și al războiului. Împreună cu demonul morții, Asto Vidatu, el hărțuiește sufletele morților ce se ridică spre cer. Dușmanul lui este Sraoșa.